# 2. gardna zračnoprevozna divizija (ZSSR)
Za druge 2. divizije glejte 2. divizija.
2. gardna zračnoprevozna divizija je bila gardna zračnoprevozna divizija v sestavi Rdeče armade med drugo svetovno vojno.

## Zgodovina
Divizija je bila ustanovljena decembra 1942 v Zelenogradu. 
Med drugo svetovno vojno je sodelovala v bitki za Kursk.

## Organizacija
- štab
- 4. gardni strelski polk
- 5. gardni strelski polk
- 7. gardni strelski polk
- 3. gardni artilerijski polk